# 18 de l'Àguila
18 de l'Àguila (18 Aquilae) és una estrella de la constel·lació de l'Àguila. Té una magnitud aparent de +5,07.

## Components
| NOM                         | Ascensió recta  | Declinació      | Magnitud aparent (V) | Tipus espectral | referències |
| --------------------------- | --------------- | --------------- | -------------------- | --------------- | ----------- |
| 18 de l'Àguila B (PLX 4443) | 19h 07m 02.042s | +07° 36' 57.156 | 9.22                 | K5V             | Simbad      |